# Сфелинос
Сфелино̀с (на гръцки: Σφελινός) е село в Република Гърция, дем Зиляхово, област Централна Македония.

## География
Селото е в историко-географската област Зъхна, в южното подножие на планината Сминица (Меникио). От демовия център Зиляхово (Неа Зихни) е отдалечено на около 6 километра в североизточна посока.

## История

### Етимология
Според Йордан Н. Иванов името е от началната форма *Свѝлино, която е от личното име Свила, образувано по модела на Неделино от Неделя, Кунино от Куна и така нататък. Сравнимо е село Сфилци в Кожанско.
Йордан Заимов също смята, че името Σφελινός има българска етимология, но произлиза от Воляне от сандхи поради свързване с члена της или предлога εις. Сравнимо е с Неволяни.

### Средновековие
На 4 km северно от Сфелинос и на 1,5 km западно от Скрижово е разположена средновековната крепост Градище.

### В Османската империя
Църквата „Света Троица“ е трикорабна базилика от XIX век.
Гръцка статистика от 1866 година показва Сфилинон (Σφηλινόν) като село със 750 жители гърци. Александър Синве („Les Grecs de l’Empire Ottoman. Etude Statistique et Ethnographique“), който се основава на гръцки данни, в 1878 година пише, че в Сфилинон (Sphylinon) живеят 1020 гърци. В „Етнография на вилаетите Адрианопол, Монастир и Салоника“, издадена в Константинопол в 1878 година и отразяваща статистиката на населението от 1873, Свилино (Svilino) е посочено като село със 140 домакинства и 510 жители гърци. В 1889 година Стефан Веркович („Топографическо-этнографическій очеркъ Македоніи“) отбелязва Сфелинос като село със 131 гръцки къщи.
Според Георги Стрезов към 1891 Шелинос е гръцко село.
Към 1900 година според статистиката на Васил Кънчов („Македония. Етнография и статистика“), населението на Шилиносъ (Свелиносъ) брои 720 гърци.
По данни на секретаря на Българската екзархия Димитър Мишев („La Macédoine et sa Population Chrétienne“) през 1905 година в Шелинос (Chelinos) има 750 гърци.

### В Гърция
След Междусъюзническата война в 1913 година селото попада в Гърция.
| Име      | Име         | Ново име      | Ново име      | Описание                                                  |
| -------- | ----------- | ------------- | ------------- | --------------------------------------------------------- |
| Дзирина  | Τζίρινα     | Мелахринон    | Μελαχροινόν   | местност на И от Зиляхово и на ЮЗ от Сфелинос             |
| Сливна   | Σλίβνας     | Дамаскинорема | Δαμασκηνόρεμα | река в Сминица на С от Сфелинос                           |
| Градищка | Γκραντίσκος | Ктисмено Рема | Κτισμένο Ρέμα | река на С от Сфелинос, извираща от връх Градище в Сминица |